# Waldmistkäfer
Der Waldmistkäfer (Anoplotrupes stercorosus) ist ein Käfer aus der Familie der Mistkäfer (Geotrupidae). Er ist eine im Wald häufig vorkommende Art und ist in ganz Europa zumeist in Buchenwäldern heimisch.

## Merkmale
Waldmistkäfer werden 12 bis 19 mm lang und erreichen somit nicht die Länge des sehr ähnlichen Gemeinen Mistkäfers. Die Käfer sind schwarzblau, die Deckflügel sind seitlich blau, violett oder grün, der Halsschild ist bei manchen Tieren blauviolett. Die Unterseite des Körpers ist metallblau, violett oder grün, die Fühler sind rotbraun. Die Basis des Halsschildes ist vollständig gerandet und unregelmäßig gepunktet. Der Endzahn der Vorderschienen ist leicht zugespitzt, und die Schenkel der Vorderbeine besitzen keinen Tomentfleck auf ihrer Vorderseite. Die Hinterschienen sind zudem nur mit zwei Querleisten versehen. Die Deckflügel besitzen keine Naht und haben je sieben leicht gepunktete Längsrillen.

## Vorkommen
Die Tiere kommen in Europa, östlich bis in den Westen Sibiriens, nördlich bis etwa zum 67. Breitengrad vor. Er ist vom Flachland bis in etwa 2000 Meter Höhe verbreitet, vor allem in Wäldern.

## Lebensweise

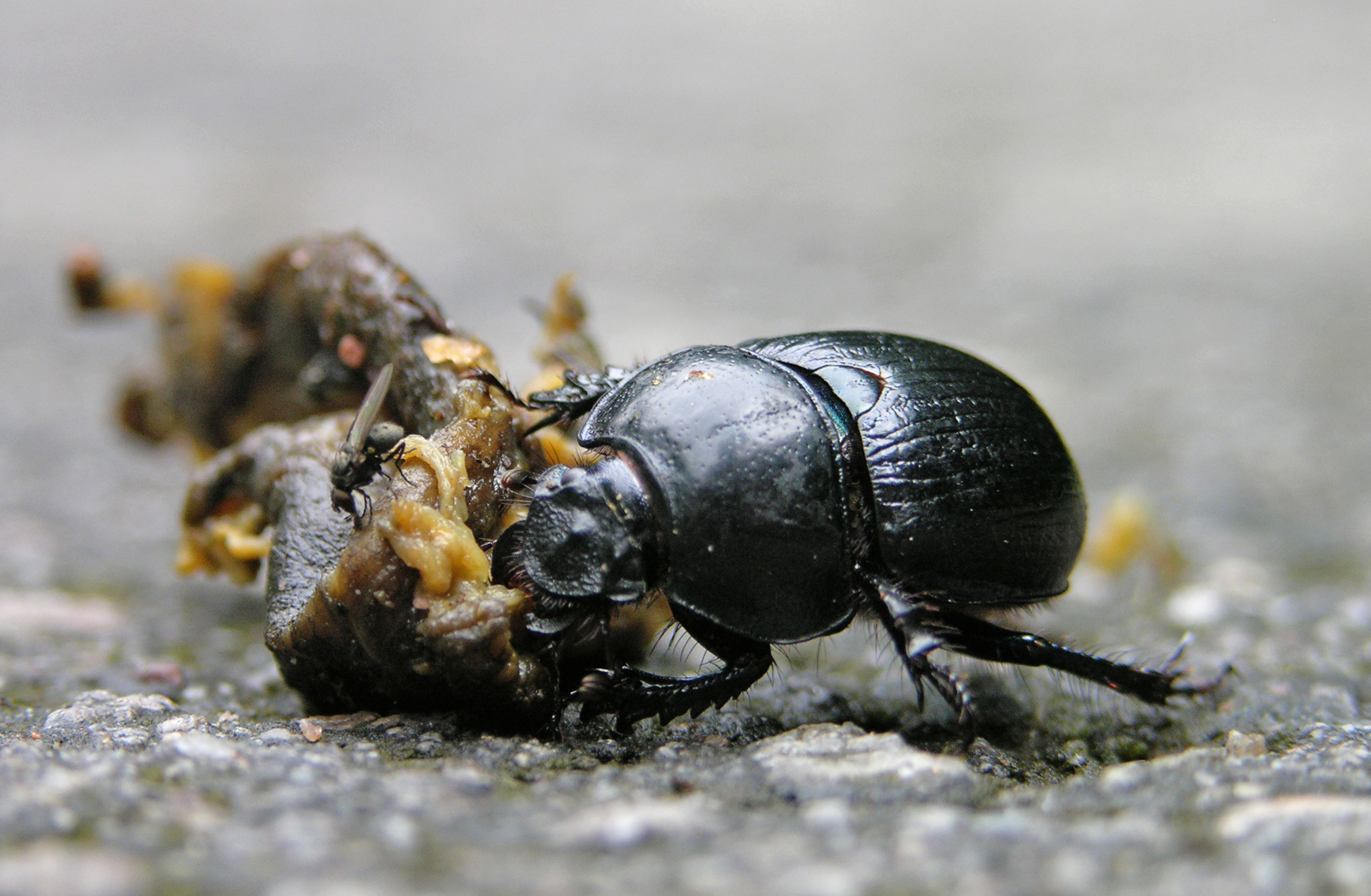
Waldmistkäfer transportiert Schneckenleiche

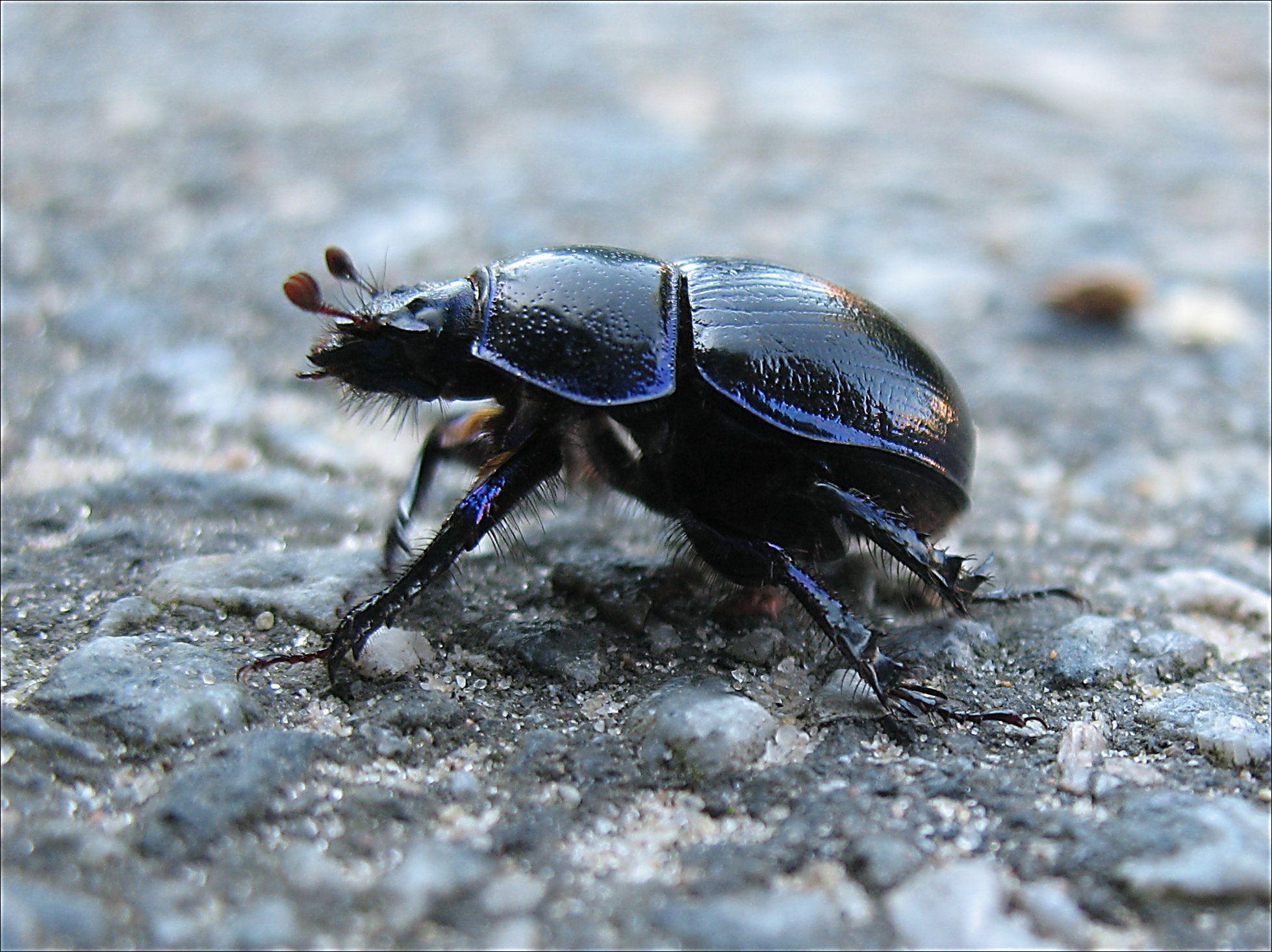
Waldmistkäfer (seitlich: Linksaspekt)

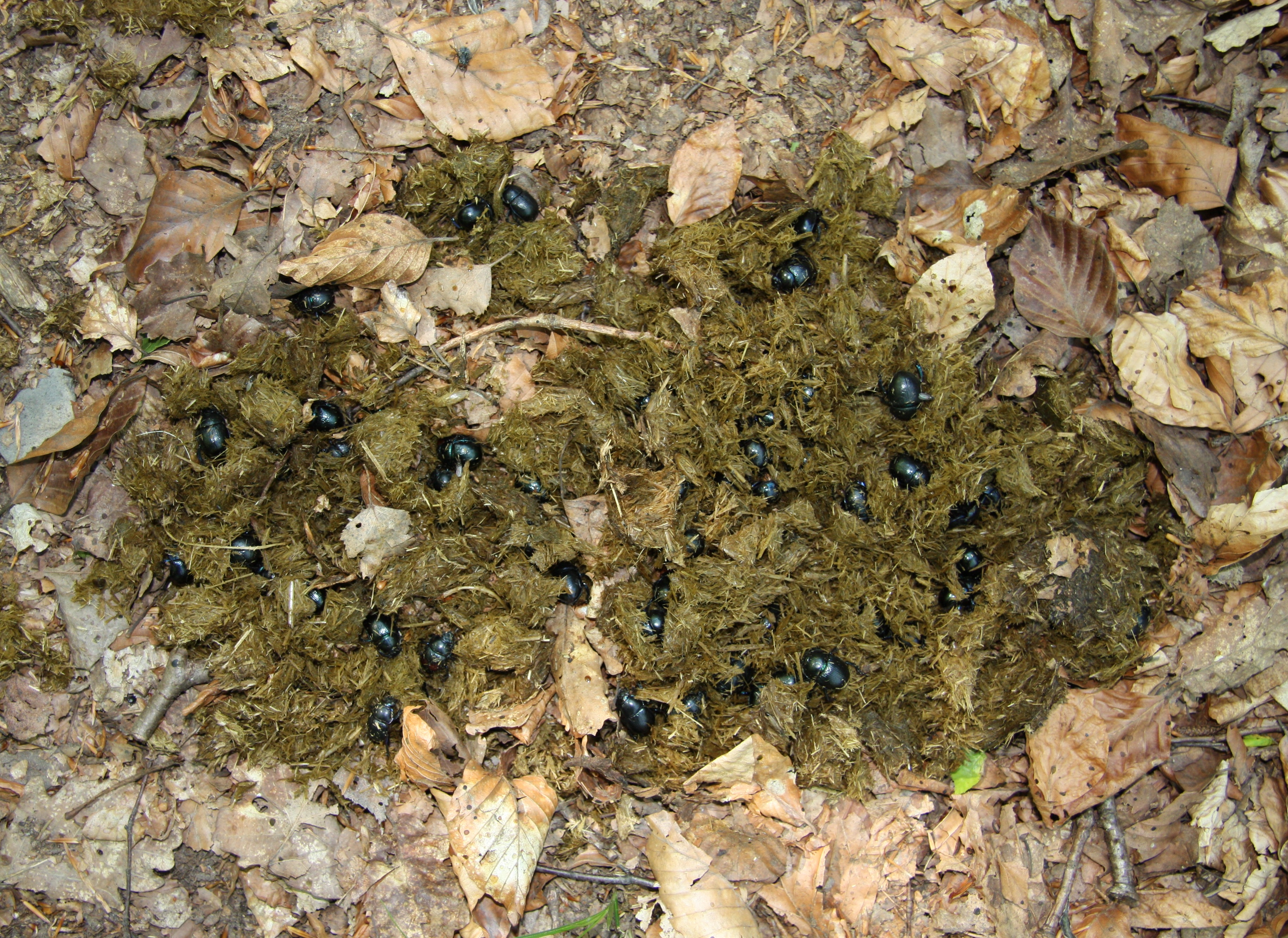
Ansammlung auf Pferdemist

Waldmistkäfer ernähren sich von Kot, manchmal auch von Pilzen und Baumsäften. Männchen und Weibchen bauen im Frühjahr einen 70 bis 80 mm tiefen Stollen in den Erdboden, von dem mehrere Nebengänge abzweigen, die in Kammern enden. Die Weibchen besorgen die unterirdischen Arbeiten, die Männchen die oberirdischen, z. B. den Abtransport der ausgeworfenen Erde. In die Kammern wird je ein Ei gelegt und Kot eingebracht, von dem sich die Larven ernähren. Diese benötigen für ihre Entwicklung ein Jahr, sie überwintern noch als Larven und verpuppen sich erst im Frühjahr. Die Käfer schlüpfen im Sommer, sind aber erst im nächsten Frühjahr geschlechtsreif.
Waldmistkäfer sind einzeln unterwegs auf der Suche nach Nahrung, z. B. sind sie auf Waldwegen häufig zu sehen. Treffen paarungsbereite Männchen und Weibchen aufeinander, betrillert das Männchen das Weibchen mit den Maxillarpalpen, deren Spitzen mit Sinnesorganen besetzt sind, gleichzeitig erzeugt es kurze Werbelaute. Das Weibchen läuft weiter, das Männchen folgt und hält Körperkontakt. Geht dieser unter Umständen verloren, erzeugen beide Tiere Suchlaute, die bis 1,5 Sekunden dauern. Schließlich beginnt das Weibchen, sich einzugraben. Während des Eingrabens gibt das Weibchen Laute ab, die Führungslaute genannt werden. Die Begattung erfolgt wahrscheinlich in den unterirdischen Gängen.
Die Lauterzeugung der Mistkäfer ist leicht nachzuweisen. Hält man einen Käfer an das Ohr, sind die Protestlaute deutlich zu hören. Bei der Bildung der Laute werden spezialisierte Teile des Skeletts gegeneinander gerieben (Stridulation). Dabei streicht die Schrillleiste (Pars stridens) über die Schrillkante (Plectrum). Sowohl die Männchen als auch die Weibchen besitzen Lautmechanismen. Ungewöhnlich ist, dass jeder Waldmistkäfer über zwei unterschiedlich gebaute und an unterschiedlichen Stellen des Körpers angeordnete Lautapparate verfügt. Gemäß den an der Lautbildung beteiligten Strukturen sind das:
1. Das Coxo-metasternale Instrument, das bereits 1867 entdeckt wurde.[3] Die Schrillleiste befindet sich auf der hinteren Coxa, als Schrillkante wirkt der verdickte Rand des III. abdominalen Sterniten. Bei den Männchen ist die Schrillleiste 1,38 mm lang, 0,39 mm breit und enthält 87,44 Rippen (Mittelwerte aus mindestens 10 Einzelwerten), bei den Weibchen beträgt die Länge 1,48 mm, die Breite 0,37 mm, die Anzahl der Rippen 91,92.[2]
2. Das Abdomino-elytrale Instrument, das erst 1902 nachgewiesen wurde.[4] An den seitlichen Rändern des III. abdominalen Sterniten befindet sich die Pars stridens, die als 1,8 mm langes und 0,45 mm breites Haarfeld ausgebildet ist, das gegen das Plectrum gerieben wird, das auf der Unterseite der Deckflügel angeordnet ist und aus kräftigen Schuppen besteht.[2]

Bei der Schallbildung können die Käfer beide Stridulationsorgane gleichzeitig oder zeitlich versetzt oder nur eines von beiden einsetzen.